# Барашков, Пётр Петрович
Пётр Петрович Барашков (1910—1990) — советский якутский педагог и учёный.
Был одним из первых специалистов по фонетике и диалектологии якутского языка, занимался также правописанием якутского языка. Автор более 90 печатных трудов и научных статей, включая монографии.

## Биография
Родился 27 июля 1910 года во II Соттунском наслеге Борогонского улуса (ныне Усть-Алданский улус) в семье якута-крестьянина.
После окончания семилетней школы поступил в школу II-й ступени города Якутска. По окончании школы, в 1929 году, был назначен учителем Кытанахской школы Чурапчинского района. В 1930—1932 годах работал заведующим Белолюбской начальной школы. В 1930 году Пётр Барашков принимал участие в организации колхоза «Комсомолец» Белолюбского наслега и в 1931—1932 годах был председателем этого колхоза. В 1933—1934 годах был назначен директором Кытанахской неполной средней школы, где ему пришлось заниматься вопросами строительством нового здания школы. Также принимал участие в ликбезе — обучал грамоте взрослое население Кытанахского наслега якутской грамоте.
В 1934—1937 годах Барашков работал преподавателем якутской литературы и языка Якутского педагогического рабфака. В феврале 1937 года он был приглашен П. А. Ойунским для работы в Институте языка, литературы и истории (ИЯЛИ) Академии наук СССР, где проработал до конца жизни. Заочно окончил Якутский педагогический институт (ныне Северо-Восточный федеральный университет имени М. К. Аммосова). 
В июле 1941 года был призван в Красную армию и участвовал в Великой Отечественной войне танкистом. Первоначально служил на границе с Монголией. Затем в 1943 году был переброшен на Западный фронт и участвовал в Курской битве, под Белгородом был тяжело ранен. Демобилизовался из армии в октябре 1945 года в звании младшего сержанта.
Вернувшись на родину, Пётр Петрович Барашков продолжил работу в ИЯЛИ в должности младшего научного сотрудника. Позже стал заведующим сектором языка и письменности ИЯЛИ Якутской базы Академии наук СССР. П. П. Барашков был одним из авторов учебника «Грамматика якутского языка (синтаксис)» (Якутск, 1949—1974); ещё один учебник «Саха тыла (синтаксис)» издавался в 1976, 1978, 1981 годах. Он также стал соавтором «Диалектологического атласа якутского языка».
Умер 21 марта 1990 года.

## Заслуги
- Был награждён орденами Отечественной войны II степени и Знак Почёта, а также многими медалям, в числе которых «За победу над Германией в Великой Отечественной войне 1941—1945 гг.», «За отвагу», «За трудовую доблесть» и «Ветеран труда».
- Заслуженный работник культуры Якутской АССР (1985), заслуженный работник Сибирского отделения Академии наук СССР, заслуженный ветеран Сибирского отделения АН СССР.